# Escalon
Escalon é uma cidade localizada no estado americano da Califórnia, no condado de San Joaquin. Foi incorporada em 12 de março de 1957.

## Geografia
De acordo com o United States Census Bureau, a cidade tem uma área de 6,1 km², onde 5,9 km² estão cobertos por terra e 0,2 km² por água.

### Localidades na vizinhança
O diagrama seguinte representa as localidades num raio de 16 km ao redor de Escalon.

## Demografia
Segundo o censo nacional de 2010, a sua população é de 7 132 habitantes e sua densidade populacional é de 1 197,25 hab/km². É a cidade menos populosa do condado de San Joaquin. Possui 2 610 residências, que resulta em uma densidade de 438,14 residências/km².